# ابجات-سو-باندیات
ابجات-سو-باندیات (به فرانسوی: Abjat-sur-Bandiat) یک کمون در فرانسه است که در Canton of Nontron واقع شده‌است.

## خصوصیات
ابجات-سو-باندیات ۶۵۱ نفر جمعیت دارد.